# PKP EU07 sorozat
Az PKP EU07 sorozat egy lengyel Bo'Bo' tengelyelrendezésű 3000 V DC áramrendszerű villamosmozdony-sorozat. Összesen 483 db-ot gyártottak belőle 1965 és 1994 között. Beceneve Siódemka (Hetes). A PKP EU07 sorozat egy univerzális mozdony, egyaránt alkalmas teher-, gyors- és személyvonat továbbítására. A sorozatból lett a későbbiekben az PKP EP07 sorozat. Az átalakításokat 1995-ben végezték.